# هنري سوان
هنري سوان (28 يوليو 1879 - 21 ديسمبر 1941) (بالإنجليزية: Henry Swan)‏ هو لاعب كريكت بريطاني (وحمل سابقاً جنسية المملكة المتحدة لبريطانيا العظمى وأيرلندا).

## وصلات خارجية
- هنري سوان على موقع إي آس بي آن كريك إنفو (الإنجليزية)